# Лоџ (Јужна Каролина)
Лоџ (енгл. Lodge) град је у америчкој савезној држави Јужна Каролина.

## Демографија
По попису из 2010. године број становника је 120, што је 6 (5,3%) становника више него 2000. године.
| Група             | 2000.       | 2010.      |
| Белци             | 102 (89,5%) | 97 (80,8%) |
| Афроамериканци    | 4 (3,5%)    | 4 (3,3%)   |
| Азијати           | 0 (0,0%)    | 0 (0,0%)   |
| Хиспаноамериканци | 8 (7,0%)    | 19 (15,8%) |
| Укупно            | 114         | 120        |